# Jason Botterill
Pour les articles homonymes, voir Botterill.
Jason Drandon Botterill (né le 19 mai 1976 à Edmonton, dans la province de l'Alberta au Canada) est un joueur de hockey sur glace professionnel dans la Ligue nationale de hockey devenu dirigeant. Il est notamment nommé directeur général des Sabres de Buffalo avant d'être démis de ses fonctions à ce poste.

## Carrière

### Carrière de joueur
Il évolue au niveau junior avec les Wolverines de l'université du Michigan pour qui il joue durant quatre saisons. Après sa première saison, en 1994, il devient admissible au repêchage d'entrée dans la LNH et est choisi en première ronde par les Stars de Dallas, devant le 20e choix au total.
Lors de sa carrière en junior, il est appelé à défendre les couleurs de l'équipe nationale junior du Canada lors de trois championnat du monde junior de hockey sur glace, en 1994, 1995 et 1996 remportant ainsi trois médailles d'or. Il débute au niveau professionnel en 1997, jouant 4 rencontres dans la Ligue nationale de hockey avec Dallas.
En 1999, après avoir passé les deux dernières saisons à faire la navette entre les Stars et leur club-école, les K-Wings du Michigan dans la ligue internationale de hockey, Botterill est échangé aux Thrashers d'Atlanta en retour de Jamie Pushor. Il ne joue que 25 rencontres avec la nouvelle franchise avant de se voir être échangé aux Flames de Calgary. Là aussi, il alterne entre le club de LNH et leur club école de la Ligue américaine de hockey, les Flames de Saint-Jean avec qui il remporte la Coupe Calder en 2001.
Après avoir occupé le poste de capitaine en LAH lors de la saison 2001-2002, il se joint ensuite à titre d'agent libre aux Sabres de Buffalo en 2002 et partage son temps de jeu entre Buffalo et leur club-école  les Americans de Rochester. Après huit rencontres en 2004-2005 avec Rochester, Botterill décide de mettre un terme à sa carrière après avoir souffert d'une commotion cérébrale lors du match du 31 octobre 2004 contre le Crunch de Syracuse, manquant 49 matchs .

### Carrière d'encadrement
Botterill est diplômé en 2007 de l'école de management Ross School of Business. Il travaille ensuite avec le siège de la LNH et notamment la centrale de recrutement, passant la saison 2006-2007 comme recruteur sportif pour les Stars de Dallas.
Le 17 juillet 2007, les Penguins de Pittsburgh annoncent le recrutement de Jason Botterill en tant que directeur de l'administration. Ses responsabilités incluent la surveillance du plafond salarial, la recherche et négociations des contrats mais également le travail sur l'arbitrage salarial ainsi que du recrutement . Botterill est promu directeur général adjoint le 22 mai 2009. Il remplace Chuck Fletcher, qui est nommé directeur général du Wild du Minnesota. 
Dans l'édition 2011 du journal The Hockey News, Botterill est considéré comme faisant partie du top 40 des 100 personnalités de moins de 40 ans les plus puissantes du monde du hockey sur glace . Le 16 mai 2014, il est nommé Directeur général intérimaire des Penguins et est candidat pour le poste . Finalement, le 6 juin, James Rutherford est nommé à sa place sur le poste. Ce dernier annonce lors de sa conférence de presse qu'il compte nommé Botterill au poste de Directeur général associé. 
En avril 2017, Botterill est reçu en entretien pour le recrutement du nouveau directeur général des Sabres de Buffalo, une de ses anciennes équipes. Il progresse en mai dans le second tour des candidats, et le 11 mai, les Sabres annoncent sa nomination sur le poste .

## Statistiques
| Saison     | Équipe                 | Ligue      |    | Saison régulière | Saison régulière | Saison régulière | Saison régulière | Saison régulière |   | Séries éliminatoires | Séries éliminatoires | Séries éliminatoires | Séries éliminatoires | Séries éliminatoires |
| Saison     | Équipe                 | Ligue      | PJ | B                | A                | Pts              | Pun              | PJ               | B | A                    | Pts                  | Pun                  |                      |                      |
| 1993-94    | Wolverines du Michigan | CCHA       | 36 | 20               | 19               | 39               | 94               |                  |   |                      |                      |                      |                      |                      |
| 1994       | Canada                 | CMJ        | 7  | 1                | 0                | 1                | 8                |                  |   |                      |                      |                      |                      |                      |
| 1994-95    | Wolverines du Michigan | CCHA       | 34 | 14               | 14               | 28               | 117              |                  |   |                      |                      |                      |                      |                      |
| 1995       | Canada                 | CMJ        | 7  | 0                | 4                | 4                | 6                |                  |   |                      |                      |                      |                      |                      |
| 1995-96    | Wolverines du Michigan | CCHA       | 37 | 32               | 25               | 57               | 143              |                  |   |                      |                      |                      |                      |                      |
| 1996       | Canada                 | CMJ        | 6  | 1                | 3                | 4                | 6                |                  |   |                      |                      |                      |                      |                      |
| 1996-97    | Wolverines du Michigan | CCHA       | 42 | 37               | 24               | 61               | 129              |                  |   |                      |                      |                      |                      |                      |
| 1997-1998  | Stars de Dallas        | LNH        | 4  | 0                | 0                | 0                | 19               |                  |   |                      |                      |                      |                      |                      |
| 1997-1998  | K-Wings du Michigan    | LIH        | 50 | 11               | 11               | 22               | 82               | 4                | 0 | 0                    | 0                    | 5                    |                      |                      |
| 1998-1999  | Stars de Dallas        | LNH        | 17 | 0                | 0                | 0                | 23               |                  |   |                      |                      |                      |                      |                      |
| 1998-1999  | K-Wings du Michigan    | LIH        | 56 | 13               | 25               | 38               | 106              | 5                | 2 | 1                    | 3                    | 4                    |                      |                      |
| 1999-2000  | Thrashers d'Atlanta    | LNH        | 25 | 1                | 4                | 5                | 17               |                  |   |                      |                      |                      |                      |                      |
| 1999-2000  | Flames de Calgary      | LNH        | 2  | 0                | 0                | 0                | 0                |                  |   |                      |                      |                      |                      |                      |
| 1999-2000  | Solar Bears d'Orlando  | LIH        | 17 | 7                | 8                | 15               | 27               |                  |   |                      |                      |                      |                      |                      |
| 1999-2000  | Flames de Saint-Jean   | LAH        | 21 | 3                | 4                | 7                | 39               | 3                | 0 | 0                    | 0                    | 19                   |                      |                      |
| 2000-2001  | Flames de Saint-Jean   | LAH        | 60 | 13               | 20               | 33               | 101              | 19               | 2 | 7                    | 9                    | 30                   |                      |                      |
| 2001-2002  | Flames de Calgary      | LNH        | 4  | 1                | 0                | 1                | 2                |                  |   |                      |                      |                      |                      |                      |
| 2001-2002  | Flames de Saint-Jean   | LAH        | 71 | 21               | 21               | 42               | 121              |                  |   |                      |                      |                      |                      |                      |
| 2002-2003  | Sabres de Buffalo      | LNH        | 17 | 1                | 4                | 5                | 14               |                  |   |                      |                      |                      |                      |                      |
| 2002-2003  | Americans de Rochester | LAH        | 64 | 37               | 22               | 59               | 105              | 3                | 1 | 1                    | 2                    | 21                   |                      |                      |
| 2003-2004  | Sabres de Buffalo      | LNH        | 19 | 2                | 1                | 3                | 14               |                  |   |                      |                      |                      |                      |                      |
| 2003-2004  | Americans de Rochester | LAH        | 46 | 16               | 17               | 33               | 68               | 16               | 5 | 10                   | 15                   | 19                   |                      |                      |
| 2004-2005  | Americans de Rochester | LAH        | 8  | 6                | 2                | 8                | 9                |                  |   |                      |                      |                      |                      |                      |
| Totaux LNH | Totaux LNH             | Totaux LNH | 88 | 5                | 9                | 14               | 89               |                  |   |                      |                      |                      |                      |                      |

## Honneurs et trophées
- Central Collegiate Hockey Association
  - Membre de la deuxième équipe d'étoiles en 1996.
- National Collegiate Athletic Association
  - Membre de la deuxième équipe d'étoiles de l'Ouest des États-Unis en 1997.

## Transactions en carrière
- 1994 : repêché par les Stars de Dallas ( 1er choix de l'équipe, 20e au total).
- 15 juillet 1999 : échangé par les Stars aux Thrashers d'Atlanta en retour de Jamie Pushor.
- 11 février 2000 : échangé par les Thrashers avec Darryl Shannon aux Flames de Calgary en retour de Hnat Domenichelli et Dmitri Vlasenkov.
- 12 août 2002 : signe à titre d'agent libre avec les Sabres de Buffalo.

## Parenté dans le sport
- Fils de la patineuse de vitesse Doreen Ryan ;
- Frère de la joueuse Jennifer Botterill.